# Monasterio de Vlatadon
El monasterio de Vlatadon o Moni Vlatadon es un monasterio ortodoxo patriarcal y stavropégico ubicado en Tesalónica en Grecia, es decir, que depende directamente del patriarca ecuménico de Constantinopla. Este es el único monasterio ortodoxo todavía activo en Tesalónica. Alberga el Centro de Estudios Patriarcales, fundado en 1968.

## Historia
El monasterio estuvo originalmente dedicado a Cristo Pantocrátor - ahora está dedicado a la Transfiguración: es una fundación de un alumno de Gregorio Palamás, Dorotheos Vlatis, Metropolitano de Tesalónica entre 1351 y 1371.
Aunque un decreto del Sultán Mehmet II le garantizó privilegios en 1446, parece que el monasterio había sido brevemente ocupado por los turcos: como testimonio se observa el martilleo de los frescos católicos, para garantizar un mayor control sobre la capa de yeso que habían de darse en el momento de la conversión del monumento al culto musulmán.
Una leyenda sobre el destino del monasterio durante el período otomano también es testimonio de su conversión en mezquita: un turco de nombre Çavuş habría destruido el monasterio, y pronto cayó enfermo. Un sueño le garantizó el retorno de la salud si restauraba el monasterio, lo que hizo a continuación. 
Posteriormente, el monasterio tomó el nombre de Manastir Çavuş, en virtud del cual todavía es conocido a veces. Otras explicaciones se han dado para ese nombre. En el siglo XVI, una crónica de Constantinopla explica la protección que gozaba el monasterio por parte de los turcos, que habían colocado una guarnición bajo el mando de un sargento (Çavuş), por la ayuda que los monjes le habían prestado en la toma de la ciudad: le habrían sugerido cortar el suministro de agua ala ciudad. El monasterio estaba, en efecto, en el extremo del acueducto de abastecimiento a la ciudad, que ellos controlaban, y aún se conservan los tanques. Otra hipótesis vincula el monasterio con Çavuş Bey, gobernador de Tesalónica, en 1431.
Sea cual sea el origen de estos privilegios, es evidente que el monasterio era próspero en el período otomano, como lo demuestra el número de metohijas en la ciudad y sus alrededores.
El monasterio presenta una rara variación del plano en cruz inscrita, donde la cúpula no está soportada solo por columnas, sino también por las paredes del santuario y dos pilares en el lado oeste. Esta peculiaridad se debe a la existencia de una iglesia anterior en el momento de la fundación monasterio, cuyos cimientos se reutilizaron.
La decoración pintada está parcialmente preservada en la nave y en el muro oriental del pórtico oeste. El programa iconográfico incluye una representación de Cristo Pantocrátor con poderes angelicales y los profetas, en la cúpula. El intradós de los arcos está cubierto con escenas de la Dodekaorton, mientras que las paredes tienen los frescos de los santos - en su mayoría monjes y ermitaños. El ambulatorio tiene frescos de santos militares en el registro inferior y los milagros de Cristo en el registro superior.
La decoración es de los años 1360-1380, incluida la representación, en un pasaje entre la nave y el narthex, de Gregorio Palamas, cuya muerte ocurrió en 1359, y proporciona un terminus post quem sobre la datación. La presencia de un segundo mural de este santo, en la capilla sur, confirma la estrecha relación que existe entre este movimiento monástico y el movimiento hesicasta.